# Pavel Landovský

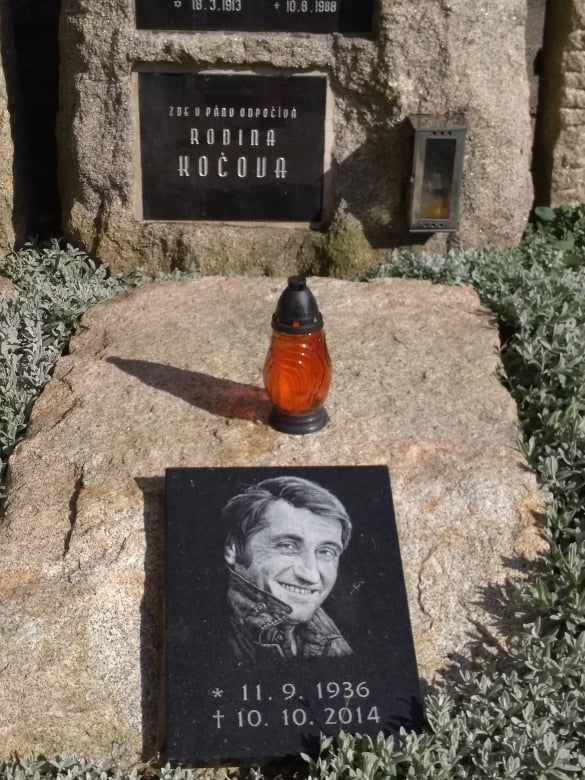
Hrob Pavla Landovského na hřbitově v Dobrnicích

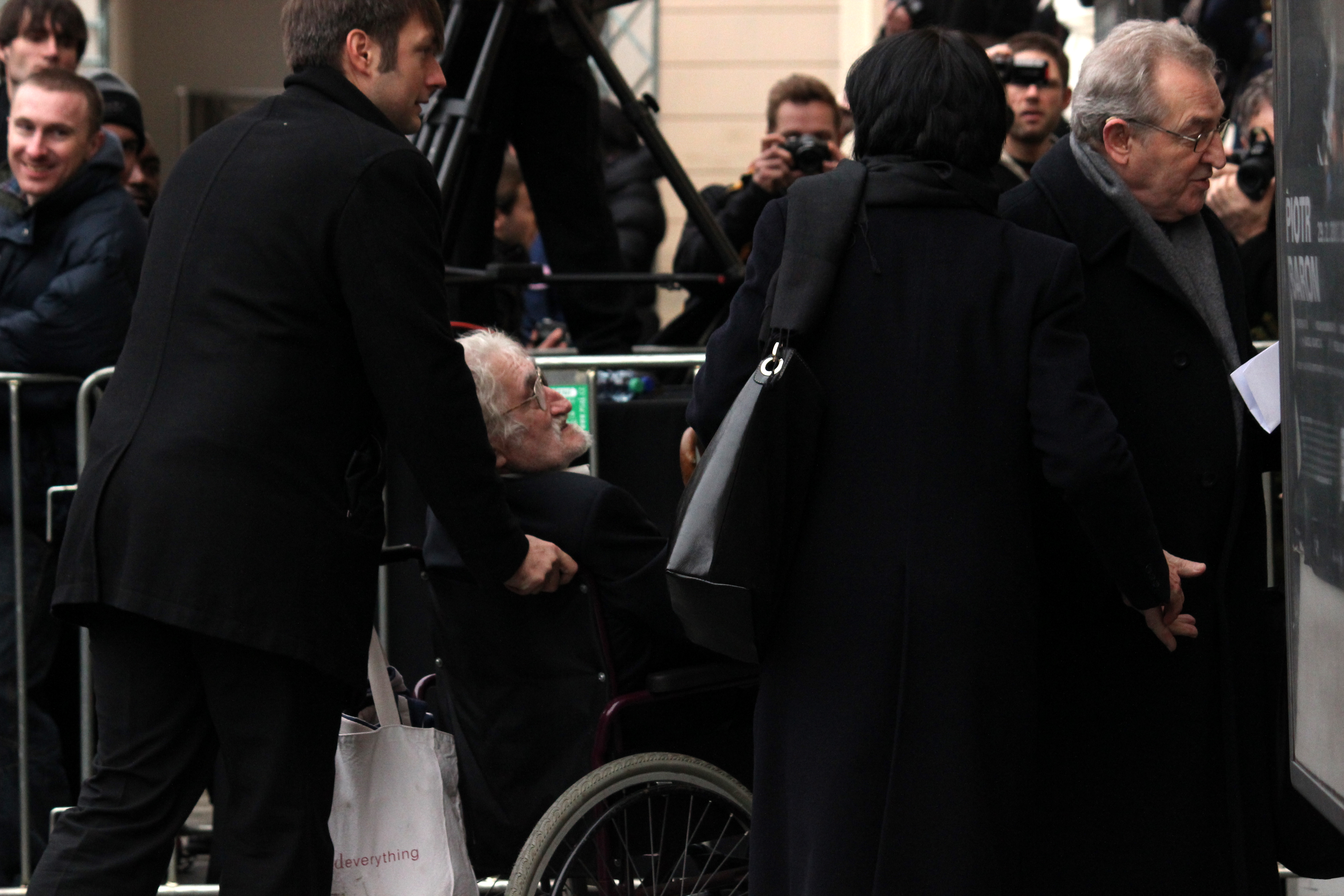
Pavel Landovský na státním pohřbu Václava Havla

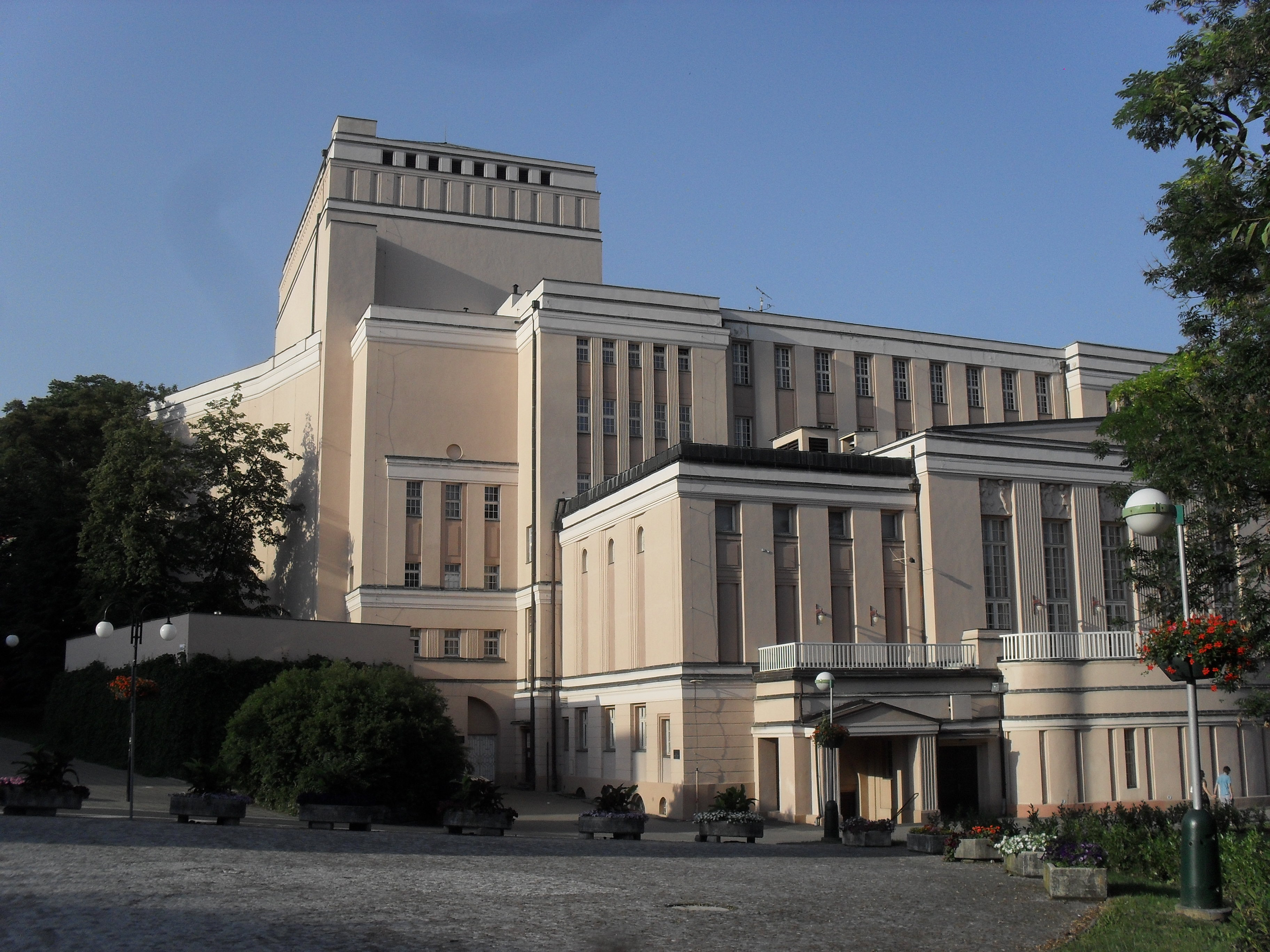
Krušnohorské divadlo v Teplicích, kde Landovský začínal

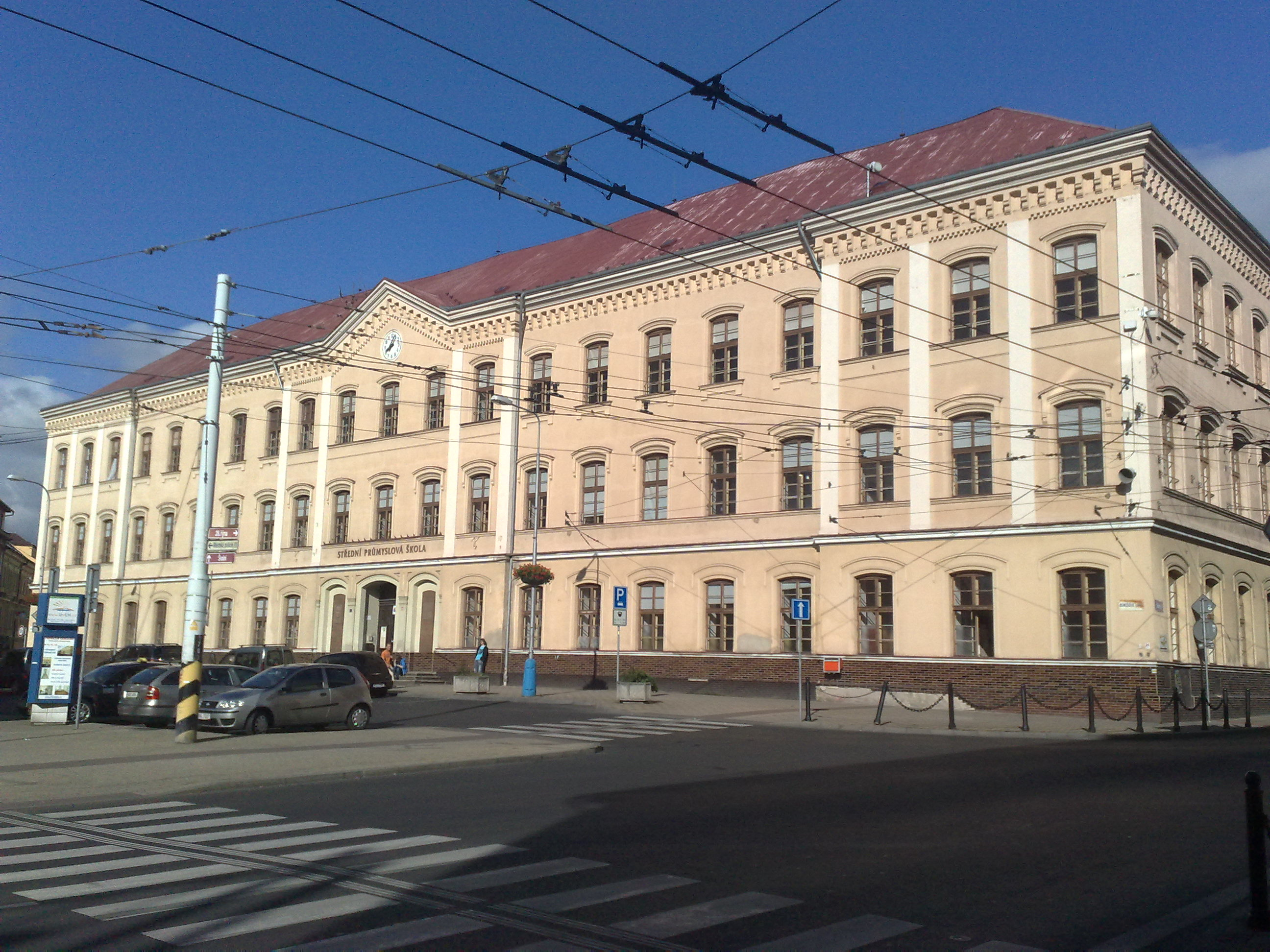
Střední průmyslová škola Teplice, kde Landovský získal maturitu

Pavel Landovský (11. září 1936 Německý Brod – 10. října 2014 Kytín), přezdívaný Lanďák, byl český herec a dramatik, disident, signatář Charty 77. Do svých filmů ho obsazovali režiséři jako Jiří Menzel, Jiří Krejčík, Pavel Juráček, Miloš Forman či Jan Svěrák.

## Život a dílo
Vyučil se původně nástrojařem a po maturitě na strojní průmyslovce se čtyřikrát marně pokoušel dostat na studium herectví na DAMU. Začínal jako řadový statista v teplickém divadle. V roce 1960 začal hrát v Severomoravském oblastním divadle v Šumperku, v letech 1961–1963 působil v Západočeském divadle Klatovy, 1963–1965 ve Východočeském divadle Pardubice. V roce 1966 zakotvil na jedenáct let v pražském Činoherním klubu, kde byl spolutvůrcem jeho nejslavnější éry (Revizor, Strýček Váňa). Landovského angažmá ukončil mocenský zásah v době normalizace (1976). V roce 1978 v pražském Bytovém divadle Vlasty Chramostové hrál ve hře Play Macbeth roli Makbetha. Po návratu do Česka hrál v letech 1990–2008 v Divadle Na zábradlí, v Národním divadle, v Divadle v Dlouhé a Divadle Hybernia. Působil také jako příležitostný dramatik (kromě divadla psal i pro Československý rozhlas).
Landovský byl vynikající jako řecký proutník v kunderovské adaptaci Já, truchlivý bůh, nezapomenutelný je jako sládek v Havlově Audienci. Hrál v řadě legendárních československých filmů, jako Ostře sledované vlaky, Marketa Lazarová či Adelheid. Populární je také jeho major Terazky v adaptaci Švandrlíkových Černých baronů.
Landovský se zasloužil o zveřejnění textu Charty 77, protože její první opisy se podařilo Václavu Havlovi odeslat poštou poté, co Landovský ve svém autě ujel StB, která je pronásledovala. Po podpisu Charty 77 byl opakovaně vyslýchán StB a v rámci akce Asanace vyhnán do emigrace do Rakouska (1978). Zde se stal hercem prestižního vídeňského Burgtheateru, od roku 1989 hrál opět doma v Československu (Česku). 
Jeho manželkou byla v letech 1962–1973 dramatička a scénografka Helena Albertová.
Syn Jakub je právníkem a komunálním politikem, v letech 2015 až 2019 byl náměstkem ministra obrany ČR, od srpna 2019 je velvyslancem ČR při NATO. Partnerem dcery Beatrice byl básník J. H. Krchovský. Jeho synovcem je herec Pavel Slabý.
V posledních letech trpěl cukrovkou a po prodělané cévní mozkové příhodě byl upoután na invalidní vozík. Pavel Landovský zemřel 10. října 2014 na infarkt myokardu. Poslední rozloučení s umělcem se konalo v kostele sv. Ignáce na Karlově náměstí v Praze 17. října 2014. 
Pohřben je Dobrnicích nedaleko Číhoště.

## Připomínky
Pamětní desku umístěnou na jeho rodném domě v Havlíčkově Brodě, kterou vytvořil sochař Radomír Dvořák, odhalil v roce 2010 Eugen Brikcius. Zobrazuje Pavla Landovského v jeho rolích ve filmech Utrpení mladého Boháčka a Černí baroni, forma „policejního“ trojportrétu připomíná jeho pronásledování.

## Divadelní a rozhlasové hry
- Případ pro vesnického policajta
- Hodinový hoteliér – Činoherní klub (rež. Evald Schorm, výprava Libor Fára (j. h.), hudba Petr Skoumal; 1969), dále např. Žižkovské divadlo Praha (rež. Jiří Menzel; 1990);  Divadlo na Vinohradech (režie Ivan Rajmont; 2014), Divadlo F. X. Šaldy v Liberci (rež. Ondřej Pavelka; 2014); zpracováno jako rozhlasová hra v Českém rozhlasu (rež. Josef Melč, hlavní role: Rudolf Hrušínský a Radovan Lukavský)[7]
- Supermanka
- Sanitární noc
- Noční linka (1978) – rozhlasová hra, premiéra 1978 (pod jménem Karla Steigerwalda)[8]
- Objížďka (1978) – rozhlasová hra [9]
- Arest
- Protentokrát zbohatnem

Všechny hry vyšly souborně v roce 2013.

## Filmografie, výběr
- Ostře sledované vlaky (1966)
- Svatba jako řemen (1967)
- Soukromá vichřice (1967)
- Pension pro svobodné pány (1967)
- Marketa Lazarová (1967)
- Rakev ve snu viděti... (1968)
- Flirt se slečnou Stříbrnou (1969) – role: profesor tělocviku Vašek Žamberk
- Utrpení mladého Boháčka (1969)
- Případ pro začínajícího kata (1969)
- Já, truchlivý bůh (1969)
- Svatby pana Voka (1970)
- Hry lásky šálivé (1971)
- Slaměný klobouk (1971)
- Hledá se pan Tau (1972)
- Ragtime (1981)
- Nesnesitelná lehkost bytí (1988)
- Černí baroni (1992)
- Nejasná zpráva o konci světa (1997)
- Stůj, nebo se netrefím! (1997)
- Anděl Exit (2000)
- Mach, Šebestová a kouzelné sluchátko (2001)
- Kousek nebe (2005)
- Vratné lahve (2007)
- Chyťte doktora (2007)
- Nestyda (2008)
- Setkání v Praze, s vraždou (2008, TV film)
- Stínu neutečeš (2009)

## Televize
- 1969 BrýleBrýle (TV mikrokomedie) – role: vedoucí kuchyně
- 1969 Bližní na tapetě (TV cyklus mikrokomedií Malé justiční omyly) – role: řidič sanitky Václav Kadeřábek (1.příběh: Nactiutrhač)
- 1971 Silvestrovské kousky pana Housky (TV komedie) – role: František Houska